# 9934 Caccioppoli
9934 Caccioppoli là tiểu hành tinh kiểu C nằm trong vành đai tiểu hành tinh thuộc hệ Mặt Trời. Nó bay quanh Mặt Trời theo chu kỳ 4,14 năm.
Được phát hiện ngày 20 tháng 10 năm 1985 bởi Ted Bowell, tên chỉ định của nó là "1985 UC". 